# Adrienne Batra
Adrienne Batra (Saskatchewan, 9 de novembro de 1973) é uma jornalista e publicitária canadense. Ela é editora-chefe do Toronto Sun desde maio de 2015.
Batra nasceu em Saskatchewan, a filha mais nova de Harbir e Deepi Batra. Seus pais eram professores que se mudaram da Índia para o Canadá em 1967, passando pela Etiópia. Depois de concluir o ensino médio em 1991, Batra ingressou nas Reservas Primárias das Forças Armadas Canadenses, onde obteve o posto de tenente. Depois de obter diplomas universitários em ciência política e administração pública, ela se juntou ao escritório Regina da Federação Canadense de Contribuintes como pesquisadora, tornando-se sua diretora de Manitoba.
Ela e seu marido se mudaram para Toronto em 2008 e, durante a eleição de 2010 para a prefeitura, Batra trabalhou como diretora de comunicação na campanha bem sucedida de Rob Ford para prefeito. Posteriormente, ela se juntou ao gabinete do prefeito, trabalhando como assessora de imprensa de Ford por um ano, até que renunciou em dezembro de 2011 para se tornar editora de comentários da Toronto Sun. Ela também se tornou correspondente de assuntos municipais do CFRB Newstalk 1010 e escreveu uma coluna no Sun sobre assuntos municipais.
Em novembro de 2013, ela se juntou à Sun News Network como apresentadora do Straight Talk, um programa de notícias e comentários da tarde, e tirou uma licença de sua função como editora de comentários da Sun, embora continuasse como colunista, a fim de trabalhar para o rede em tempo integral até que o canal saiu do ar em fevereiro de 2015. Ela foi a apresentadora da rádio CFRB como apresentadora do "Live Drive" da tarde da semana.
Batra voltou à equipe do Toronto Sun em maio de 2015 para se tornar o editora-chefe do jornal.
Batra se define como uma libertária e é fã de Ayn Rand e Margaret Thatcher.